# 新加納の戦い
新加納の戦い（しんかのうのたたかい）とは、1563年（永禄6年）4月に行われた織田信長と斎藤龍興の戦い。

## 概要
1563年（永禄6年）4月、美濃制圧を狙う信長は5700の兵を率いて美濃に出陣。これを受け、斎藤軍3500も迎撃に出撃した。数に勝る信長軍が勝つと思われていたが、龍興の家臣・竹中半兵衛の伏兵策に翻弄され、信長軍は敗北を喫した。

## 合戦後
この合戦で活躍した半兵衛に対し、龍興は褒賞するどころか前と相変わらず馬鹿にしたりしたため、翌年2月に自身の留守中に僅か16人で居城・稲葉山城を乗っ取られた。その半年後城は返されたものの半兵衛は斎藤家を出奔。斎藤家衰退に拍車をかけてしまった。